# Al-Kabun
Al-Kabun – dzielnica Damaszku leżąca w jego północnej części. Dzieli się na 3 osiedla: Al-Masani, Al-Kabun i Tiszrin. Łącznie liczą 89 974 mieszkańców (liczbę ludności dzielnicy oparto na sumie populacji osiedli).

## Przypisy

Mapa obrazująca podział administracyjny muhafazy Damaszek-Miasto (dzielnicę zaznaczono na szaro w prawym górnym rogu).